# Ivan Kočevar
Ivan Kočevar, slovenski gradbenik, * 29. junij 1921, Vavpča vas, † 11. december 1978, Novo mesto.

## Življenjepis
Kočevar je v Ljubljani končal Tehnično srednjo šolo in se 1946 zaposlil pri podjetju Gradis ter kasneje na Ministrstvu za gradnje LRS v Ljubljani. Od 1948 pa je delal v Splošnem gradbenem podjetju Pionir v Novem mestu v katerem je 1958 postal direktor. Pod vodstvom Kočevarja je Pionir razširil svoje tržišče, uvedel nove delovne postopke in industrijski način gradnje ter se uvrstil med pomembna gradbena podjetja v tedanji Jugoslaviji. Za uspešno delo je leta 1974 prejel Kraigherjevo nagrado (po osamosvojitvi  Nagrada gospodarske zbornice Slovenje).
Po njem se danes imenuje ulica v Novem mestu.